# 暴力脱獄
『暴力脱獄』（ぼうりょくだつごく、原題：Cool Hand Luke）は、1967年製作のアメリカ映画。ポール・ニューマン主演、スチュアート・ローゼンバーグ監督作品。フロリダの刑務所を舞台に、社会のシステムに組み込まれることを拒否する囚人ルーク・ジャクソンの物語。

## 概要
1965年に発表されたドン・ピアースの同名の小説（原題：Cool Hand Luke）が原作である。映画化にあたり、ピアースは本作品の脚本も担当した。ピアースは過去にフロリダの刑務所に収監された経験があり、その時の体験が作品のモチーフになったとされる。物語の舞台はフロリダだが、映画の大部分はカリフォルニアで撮影されたという。
主人公ルーカス・ジャクソンの反体制の姿勢が視聴者の共感を呼び、映画は興行的にも批評的にも成功を収めた。本作品で刑務所の顔役であるドラグラインを演じたジョージ・ケネディは、1967年度のアカデミー助演男優賞を受賞した。主演男優のポール・ニューマンの演技も高く評価されている。2003年にアメリカン・フィルム・インスティチュートが選んだアメリカ映画100年のヒーローと悪役ベスト100では、ルーク・ジャクソンがヒーロー部門第30位にランクインした。
映画中の登場人物（刑務所長）の台詞であり、本作品の公開時のキャッチコピーにもなった「意思の疎通が欠けてたようだ」（原文：What we've got here is failure to communicate）はアメリカでは非常に有名な文句である。本作品の公開後様々なメディアでこの台詞が引用されている。2005年にはアメリカン・フィルム・インスティチュートによって名台詞ベスト100中第11位に選出された。
2005年にアメリカ国立フィルム登録簿に登録された。また、スティーヴン・ジェイ・シュナイダーの『死ぬまでに観たい映画1001本』にも掲載されている。Rotten Tomatoesの支持率100%の映画のうちの１つでもある。

## ストーリー
戦場で勇敢に戦い多くの勲章を得、一時は軍曹にまで昇進しながら一兵卒として除隊された男ルーク・ジャクソン。彼はある晩酔ってパーキングメーターを損壊した罪で、フロリダの刑務所に2年の刑で収監される。
刑務所でルークを待っていたのは、過酷な労働や体罰で囚人たちを支配しようとする愚かな所長とその部下の看守たちだった。ルークはそこでも権力に屈せず、あくまで反体制の姿勢を貫こうとする。やがてルークは刑務所の顔役ドラグラインを初めとする囚人たちの尊敬を集め、彼らの偶像的存在になっていく。だが、それは同時に刑務所にとってルークが看過できない存在になったのと同じ意味だった。
ルークの母親の死を口実に、彼を懲罰房に閉じ込める所長。しかしそれはルークにとって逆効果だった。ルークは懲罰房から解放されて即座に最初の脱獄を試みるが、すぐに発見され刑務所に連れ戻されてしまう。
捕獲された後、以前を上回る警戒の中再び脱獄したルークだが、それも失敗。彼は苛烈な懲罰に耐え切れず、権力に対して服従してしまう。しかしそれは看守たちを油断させるための見せかけで、三度目の脱獄にはドラグラインも加わった。
そしてルークは逃避行の最中に、夜の教会で神に語りかける。

## キャスト
| 役名                     | 俳優                         | 日本語吹替 |
| 役名                     | 俳優                         | NETテレビ版 |
| ------------------------ | ---------------------------- | --- |
| ルーカス・ジャクソン     | ポール・ニューマン           | 川合伸旺 |
| ドラグライン             | ジョージ・ケネディ           | 富田耕生 |
| 刑務所所長               | ストローザー・マーティン     | 大塚周夫 |
| アーレッタ               | ジョー・ヴァン・フリート     | 河村久子 |
| カー                     | クリフトン・ジェームズ       | 島宇志夫 |
| ソサエティ・レッド       | J・D・キャノン               | 原田一夫 |
| トランプ                 | ハリー・ディーン・スタントン | 納谷六朗 |
| ラウドマウス・スティーブ | ロバート・ドリヴァス         | |
| ポール                   | ルーク・アスキュー           | |
| ババルガッツ             | デニス・ホッパー             | |
| 不明 その他              |                              | 井上真樹夫 加茂喜久 西山連 中田浩二 青野武 仲村秀生 北村弘一 水島晋 村松康雄 藤本譲 千田光男 嶋俊介 笹岡繁蔵 筈見純 井口成人 加藤修 緑川稔 たてかべ和也 野本礼三 油谷佐和子 国坂伸 |
|                          |                              | |
| 演出                     | 演出                         | 高桑慎一郎 |
| 翻訳                     | 翻訳                         | 鈴木導 |
| 効果                     |                              | |
| 調整                     |                              | |
| 制作                     | 制作                         | 日米通信社 |
| 解説                     | 解説                         | 増田貴光 |
| 初回放送                 | 初回放送                     | 1973年9月8日・15日 『土曜映画劇場』 ※特別版DVD・Blu-ray収録 |

## 音楽
- サウンドトラック - アルバムは、1967年にリリースされた。

## 評価
本作は300万ドルの制作費に対して1600万ドルを超える大ヒットとなり、各批評家からも高い評価を受けている。
ロジャー・イーバートなど多くの映画評論家によって作中のキリスト教的な暗喩が指摘されてきた。具体的にはルークの名前とその囚人番号が新約聖書中のルカによる福音書の章節に対応していること、ルークが50個の茹で卵を食べきった後にテーブルの上に十字架に架けられたキリストのように横たわるシーン、夜の教会でルークが神を「親父」と呼び、神が彼を見捨てたかどうか問い掛けるシーンなどである。